# 학교면
학교면(鶴橋面)은 대한민국 전라남도 함평군에 위치한 면이다.

## 개요
함평군의 남동쪽이며 광주-목포 간 중간지점에 위치한 평야지대로 호남선철도와 국도 1호, 23호선 2개의 노선이 동서남북으로 교차하는 교통의 요충지이며 영산강을 사이에 두고 나주와 경계를 이루고 있다. 군의 최남단에 위치한 속금산이 있고, 공업적 입지조건 등이 좋은 곳으로 학교농공단지와 투자요충지인 동함평산단이 있다. 주요 특산물로는 친환경농법으로 재배한 팽이버섯, 부추, 맛과 육질에서 뛰어나다는 평가를 받는 무화과 등이 있다.

## 연혁
| 조선총독부령 제111호  | |               |
| 구 행정구역           | 구 행정구역 | 신 행정구역   |
| 목포부 금동면(金洞面) | 남악리(南岳里), 옥서리(西玉里), 월곡리(月谷里), 금주동(金迪洞), 비산리(飛山里), 금곡리(金谷里)                                                 | 학교면 금곡리 |
| 목포부 금동면(金洞面) | 보화촌(保化村), 백련동(白蓮洞), 석호리(石湖里)                                                                                                 | 학교면 백호리 |
| 목포부 금동면(金洞面) | 매동리(梅洞里), 상옥동(上玉洞), 옥산동(玉山洞), 모산리(毛山里)                                                                                 | 학교면 상옥리 |
| 목포부 금동면(金洞面) | 동암리(東巖里), 시랑동(侍郞洞), 학송리(鶴松里), 옥림동(玉林洞), 월암리(月巖里), 주평리(舟坪里)                                                 | 학교면 월송리 |
| 목포부 금동면(金洞面) | 표산리(杓山里), 신평리(新坪里), 신기리(新基里), 청수원(淸水院), 옥마동(玉馬洞), 호암리(虎巖里)                                                 | 학교면 마산리 |
| 목포부 금동면(金洞面) | 내동리(內洞里), 목단동(牧丹洞), 복암리(伏巖里), 외치리(外峙里), 석천동(石泉洞), 두동(斗洞)                                                     | 학교면 복천리 |
| 목포부 금동면(金洞面) | 고막원(古幕院), 영천동(永川洞), 송암리(松巖里)                                                                                                 | 학교면 고막리 |
| 목포부 진례면(進禮面) | 광진동(廣津洞) | 학교면 고막리 |
| 목포부 진례면(進禮面) | 고창리(古昌里), 대곡리(大谷里), 사포리(沙浦里)                                                                                                 | 학교면 곡창리 |
| 목포부 진례면(進禮面) | 방우동(放牛洞), 반곡동(反谷洞), 금산동(錦山洞), 향동(香洞), 반송리(反松里)                                                                     | 학교면 금송리 |
| 목포부 진례면(進禮面) | 동호리(東湖里), 흥룡동(興龍洞), 건지(乾枝), 석정리(石亭里), 화지동(化支洞)                                                                     | 학교면 석정리 |
| 목포부 진례면(進禮面) | 망월동(望月洞), 배야동(背野洞), 용호동(龍湖洞), 기동(基洞)                                                                                     | 학교면 월호리 |
| 목포부 좌촌면(佐村面) | 월천리(月川里), 죽천리(竹川里), 석교리(石橋里), 명암리(銘巖里), 청정리(靑亭里), 율동(栗洞), 성산리(星山里), 경화동(京化洞)                     | 학교면 사거리 |
| 목포부 좌촌면(佐村面) | 신흥리(新興里), 송산리(松山里), 서당리(堂山里), 화산리(花山里), 고시리(古市里), 송정리(松亭里), 반암리(磻巖里), 덕산리(德山里), 월봉리(月峰里) | 학교면 월산리 |
| 목포부 좌촌면(佐村面) | 둔기리(屯基里), 죽림동(竹林洞), 덕산리(德山里), 정자동(亭子洞)                                                                                 | 학교면 죽정리 |
| 목포부 좌촌면(佐村面) | 이암리(耳巖里), 쌍교리(雙橋里), 회춘동(回春洞)                                                                                                 | 학교면 학교리 |
1914년까지 지금의 무안군에 속해 있던 지역으로 금동, 진례, 좌촌면을 통합하여 학교면을 신설하여 함평군으로 편입되었다. 금동면은 지금의 고막, 복천, 마산, 월송, 백호, 금곡, 상옥리였으며 1973년 7월 1일 행정구역 조정에 의해 월송, 백호, 금곡, 상옥의 4개리가 대동면으로 편입되었다. 진례면은 지금의 곡창, 월호, 금송, 석정리가 관할구역이였고, 좌촌면은 학교, 월산, 사거, 죽정리가 관할구역이었다. 학교면은 1914년 행정구역 개편이래 11개의 법정리로 운영되다가 1985년도에 11개 법정리에 30개의 운영리로, 1987년도에 11개 법정리에 34개 운영리로 운영되었고, 현재는 11개의 법정리에 35개의 행정리, 61개의 마을로 운영되고 있다.

## 법정리
- 고막리
- 곡창리
- 금송리
- 마산리
- 복천리
- 사거리
- 석정리
- 월산리
- 월호리
- 죽정리
- 학교리

## 교육
- 학다리중앙초등학교 (죽정리 → 학교리)
  - 신성분교 (폐교) - 영산로 3925 (고막리)
- 영창초등학교 (폐교) - 경화동길 5 (사거리)
- 학다리초등학교 (폐교, 現 학다리중앙초등학교 위치)
  - 금송분교 (폐교) - 중천포로 510 (금송리)
- 함평골프고등학교 (사거리, 前 학다리고등학교 위치)

## 특산물
- 쌀
- 방울토마토
- 동충하초
- 갈대 빗자루

## 교통
- 함평역